# Resolució 1941 del Consell de Seguretat de les Nacions Unides
La Resolució 1941 del Consell de Seguretat de les Nacions Unides fou adoptada per unanimitat el 29 de setembre de 2010. Després de reafirmar-se en les anteriors resolucions sobre Sierra Leone, especialment en la resolució 1886 del 2009, el Consell va acordar prorrogar el mandat de l'Oficina de les Nacions Unides per a la Consolidació de la Pau a Sierra Leone (UNIPSIL) fins al 15 de setembre de 2011.

## Resolució

### Observacions
El preàmbul de la resolució va començar donant el beneplàcit a la visita del Secretari General Ban Ki-moon a Sierra Leone i encomiant la labor de la UNIPSIL al país africà. El Consell va acollir amb beneplàcit també l'informe del Secretari General (S/2010/471) sobre la situació a Sierra Leone, acceptant la seva recomanació de prorrogar el mandat de la UNIPSIL un any més per seguir prestant ajuda al govern de Sierra Leone amb la vista posada fins i tot en les eleccions generals planejades pel 2012. En aquest sentit es va reconèixer la possibilitat que s'intensifiquessin les tensions per les rodalies dels comicis, exhortant esforços al govern i la comunitat internacional per aconseguir un ambient propici per a la celebració de eleccions lliures i netes.
En la resolució 1941 el Consell de Seguretat va reconèixer els esforços realitzats pel govern sierraleonès, altres forces polítiques i la Comissió de Consolidació de la Pau. També va reiterar el reconeixement de la labor realitzada pel Tribunal Especial per a Sierra Leone, posant l'accent en la necessitat que el tribunal processés a Charles Taylor, president de Libèria entre 1997 i 2003 i acusat de crims de guerra.
El Consell de Seguretat es va reafirmar també en la resolució 1940 aprovada aquest mateix dia i a través de la qual quedava aixecades totes les sancions, inclòs l'embargament d'armes, que pesava sobre Sierra Leone des de 1998. El Consell de Seguretat va indicar també que la vigilància de la circulació d'armes petites a la regió corresponia a les autoritats governamentals conforme a l'establert en la Convenció de la Comunitat Econòmica dels Estats d'Àfrica Occidental sobre armes petites i armes lleugeres de 2006.

### Accions
El Consell de Seguretat va acordar prorrogar el mandat de la UNIPSIL fins al 15 de setembre de 2011, conservant les atribucions indicades en les resolucions 1829 (2008) i 1886 (2009). Es va indicar expressament que s'havien de complir els objectius centrats en:
i) Suport al govern per a la preparació de les eleccions de 2012;
ii) Assistència a les mesures de prevenció i mitigació de conflictes, promovent el diàleg entre tots els interessats;
iii) Suport al govern per lluitar la desocupació juvenil;
iv) Assistència al govern per a la consecució d'un bon govern, respecte a l'estat de dret i els drets humans, la lluita contra el narcotràfic, la delinqüència organitzada i la corrupció.
Es va exhortar al Govern de Sierra Leone a lluitar, amb l'ajuda de la UNIPSIL, contra aquests problemes i al fet que promogués el respecte pels drets humans, aplicant per a això les recomanacions de la Comissió de la Veritat i la Reconciliació. Es va instar al govern a agilitar el procés d'unió i reconciliació nacional, indicant també que sobre ell requeia la responsabilitat de mantenir la pau, la seguretat i el desenvolupament a llarg termini.
Finalment, a través de la resolució 1941, el Consell de Seguretat va sol·licitar al Secretari General que presentés un informe cada sis mesos sobre el progrés en l'execució del mandat de la UNIPSIL. El Consell va indicar la seva decisió de seguir ocupant-se de la qüestió de Sierra Leone en el futur.